# ADO Den Haag
Pour les articles homonymes, voir ADO.
Maillots
Dernière mise à jour : 2 août 2025.
Le HFC Alles Door Oefening Den Haag, plus connu sous le nom de l'ADO Den Haag est un club néerlandais  de football situé à La Haye. Le club évolue en Eredivisie lors de la saison 2019-2020.
Malgré l'importance de la ville, sur les plans géographique, politique, économique, historique et surtout démographique, le club n'a jamais encore réussi à égaler l'Ajax d'Amsterdam, le Feyenoord Rotterdam ou encore le PSV Eindhoven quant à la popularité et aux résultats sportifs.

## Historique

### Moments-clés
- 1905 : fondation du club sous le nom de ADO Den Haag
- 1971 : fusion avec Holland Sport (nl) en FC Den Haag
- 1971 : 1re participation à une Coupe d'Europe (C3, saison 1971/72)
- 1996 : le club fusionne avec la continuité historique d'ADO dans le football amateur et est renommé HFC ADO Den Haag

### Genèse
Le club fut fondé le 1er février 1905, au café 'Het Hof van Berlijn' (aujourd'hui renommé De Paap) à La Haye. Durant les premières années d’existence, le club connus quelques difficultés. En effet, beaucoup de membres et de joueurs refusèrent de payer leurs licences, ou optèrent pour le criquet, sport qui était, à l'époque, beaucoup plus populaire dans la région.
En 1912, l'ADO intégra la Nederlandsche Voetbal Bond. Cette même année, ils furent promus dans la 3e klasse NVB (3e échelon du football néerlandais), et à peine deux ans plus tard, le club de la Haye remporta cette division. Cependant, à cette époque la promotion vers la division supérieure pour un club non professionnel était impossible aux Pays-Bas. Les jaunes et verts devront donc attendre 1919 pour évoluer en seconde division.

### Premier degré de professionnalisme
En 1925, l'ADO pris possession de son tout nouveau stade : le Zuiderpark Stadion, une enceinte flambant-neuve de prés de 10.000 places. Avant la construction du stade, les joueurs jouaient sur des terrains annexes de la ville, sans tribunes.
L’évolution rapide du club ne permettait pas de rester à jouer sur des terrains pour le football amateur. Ce changement d'enceinte ne freina pas la progression de l'ADO, qui, en 1926, fut promue pour la première fois en 'Eerste Klasse' la première division néerlandaise. Les débuts furent difficiles et le club échappa de peu à la relégation plusieurs fois, mais une bonne gestion financière couplée à des recrutements intelligents permirent à La Haye de terminer second en 1939 derrière le DWS Amsterdam. En 1940 le scénario se répéta et l'ADO fini la saison encore à la 2e position, même après le départ de nombreux joueurs pour la Seconde Guerre mondiale. Cette année-là, ce fut d'ailleurs un autre club d'Amsterdam qui remporta le titre : le FC Blauw-Wit Amsterdam.

### Premiers titres nationaux
Durant la saison 1941-1942, la chance sourit enfin au club de la Zuid-Holland. Même avec les absents dus à la guerre qui faisait rage, l'ADO remporta pour la première fois de son histoire le championnat avec une très bonne différence de buts. L'année d’après, La Haye remporta son second et dernier titre. Au terme d'une saison riche en rebondissement, ils disposèrent 8-2 du SC Heerenveen du célèbre Abe Lenstra lors de la dernière journée qui leur offrit le Graal.

### Période creuse
Malgré l'euphorie de ces deux championnats remportés, les années suivantes furent très difficiles pour le club de La Haye. Après de nombreuses années de disettes, ponctuées par des places dans le ventre mou du championnat, le célèbre Ernst Happel fut désigner entraineur en 1962. Son arrivée permis à l'ADO de côtoyer à nouveau le top de la première division. Ils finirent 3e en 1965, mais surtout il emmena trois fois la Haye en finale de la Coupe des Pays-Bas de football et la perdit trois fois.. (1963, 1964 et 1966).
En 1968 la malédiction fut vaincue, et la Haye disposa de l'Ajax Amsterdam en finale pour remporter la première coupe nationale de son histoire.

### FC Den Haag
En 1971, le club fusionna avec un club professionnel de la région, Holland Sport (nl), pour former le FC Den Haag. Sous ce nom, l'équipe participa de nouveau à la Coupe d'Europe des vainqueurs de coupe de football. Ils disposèrent tout d'abord facilement du club luxembourgeois de l'Aris Bonnevoie (5-0 aux Pays-Bas puis 2-2 au Luxembourg) avant de s'incliner lourdement contre le Wolverhampton Wanderers Football Club (1-3 et 0-4).
L'année suivante, le club fut de retour en Coupe d'Europe des vainqueurs de coupe de football, juste le temps se faire éliminer par le Spartak Moscou de la plus petite des marges (1-0, score cumulé).
Il faudra attendre la saison 1975-1976 pour revoir le FC Den Haag en Europe, qui réalisa son meilleur parcours. Après avoir sorti les Danois du Vejle BK (2-0 et 2-0), puis le Racing Club de Lens (3-2 et 3-1) le club affronta le West Ham Football Club en quart de finale. Après avoir remporté le match aller 4-2 au Zuiderpark Stadion, les Néerlandais s’inclinèrent 3-2 à Londres avec beaucoup de regrets.
Dans les années 1980, le nom du FC Den Haag fut souvent assimilé au hooliganisme.
Plus de dix ans plus tard, pour le retour de Den Haag en Europe, la déception fut immense puisqu'ils se firent sortir par les Suisses du Young Boys de Berne (Victoire 2-1 et défaite 1-0 en Suisse).

### ADO Den Haag
En 1996, le club reprend son nom de ADO Den Haag suite une fusion entre la stichting gérant le club professionnel avec la continuité historique du club dans le football amateur, le HSV ADO. À cette époque, le club connaît une descente aux enfers après sa dernière participation à la coupe d'Europe qui le conduit en deuxième division. Lors de la saison 2006-2007, c'est le renouveau. Le club est de nouveau promu en Eredivisie en remportant les play-offs d’accession, et dispose d'un tout nouveau stade de 15.000 places assise et de sécurité UEFA maximum : le Kyocera Stadion.
Après plusieurs saisons à jouer le maintien (parfois non sans peine), La Haye réalise une saison 2010-2011 de très haut niveau. En terminant à la 7e place, en battant notamment deux fois leur grand rival de l'Ajax Amsterdam ils s’offrent le droit de disputer les play-off pour l’accession européenne. Après avoir disposé facilement du Roda JC en demi finale (5-1 et 2-1), Den Haag affronte le FC Groningen en finale. Au Kyocera Stadion, l'ADO réalise un match plein en l'emportant 5-1. Seulement, cette double confrontation complètement folle voit les joueurs du nord du pays s'imposer également 5-1 à l'Euroborg lors du match retour. Après une prolongation qui ne change rien, l'ADO se qualifie pour la Ligue Europa en remportant la séance de tirs au but.

## Palmarès
- Championnat des Pays-Bas
  - Champion : 1942, 1943

- Championnat des Pays-Bas de deuxième division
  - Champion : 1986, 2003

- Coupe des Pays-Bas
  - Vainqueur : 1968, 1975
  - Finaliste : 1959, 1963, 1964, 1966, 1972, 1987

## Ancien logo

FC La Haye ADO
ADO Den Haag

## Joueurs et personnalités du club

### Entraîneurs
- Wim Tap (1936-1946)
- Max Merkel (1954-1955)
- Ernst Happel (1962-1969)
- Václav Ježek (1969-1972)
- Vujadin Boškov (1974-1976)
- Anton Malatinský (1976-1978)
- Piet de Visser (1978-1980)
- Rob Baan (1983-1986)
- Co Adriaanse (1988-1991)
- André Hoekstra (1998-1999)
- Rinus Israel (2001-2004)
- Frans Adelaar (2004-2006)
- Wiljan Vloet (2007-2008)
- André Wetzel (2008-2009)
- Raymond Atteveld (2009-2010)
- John van den Brom (2010-2011)
- Maurice Steijn (2011-fév. 2014)
- Henk Fraser (2014-2016)
- Željko Petrović (2016-2017)
- Henk Fraser (2017-déc. 2019)
- Alan Pardew (déc. 2019-avr. 2020)
- Aleksandar Ranković (mai 2020 -)